# West Indies Cricket Team in Indien in der Saison 1948/49
Die Tour des West Indies Cricket Teams nach Indien in der Saison 1948/49 fand vom 10. November 1948 bis zum 8. Februar 1949. Die internationale Cricket-Tour war Bestandteil der Internationalen Cricket-Saison 1948/49 und umfasste fünf Tests. Die West Indies gewannen die Serie 1–0.

## Vorgeschichte
Für beide Mannschaften war es die erste Tour der Saison.
Es war das erste Aufeinandertreffen der beiden Mannschaften bei einer Tour.

## Stadien
Die folgenden Stadien wurden für die Tour als Austragungsort vorgesehen.
| Stadion                   | Stadt    | Kapazität | Spiele       |
| ------------------------- | -------- | --------- | ------------ |
| Brabourne Stadium         | Bombay   | 25.000    | 2. & 5. Test |
| Feroz Shah Kotla          | Delhi    | 48.000    | 1. Test      |
| Eden Gardens              | Kalkutta | 82.000    | 3. Test      |
| M. A. Chidambaram Stadium | Madras   | 46.000    | 4. Test      |

## Kaderlisten
Die Mannschaften benannten die folgenden Kader.
| Test | Test |
| Indien | West Indies |
| --- | --- |
| - Hamu Adhikari - Ghulam Ahmed - Mushtaq Ali - Lala Amarnath - Mantu Banerjee - Shute Banerjee - Nirode Chowdhury - Vijay Hazare - KC Ibrahim - Ashok Mankad - Rusi Modi - Dattu Phadkar - Commandur Rangachari - Madhusudan Rege - Chandu Sarwate - Khokhan Sen - Sadu Shinde - Keki Tarapore - Polly Umrigar | - Denis Atkinson - Jimmy Cameron - Joey Carew - Robert Christiani - Wilf Ferguson - John Goddard - Gerry Gomez - Ron Headley - Prior Jones - Allan Rae - Jeffrey Stollmeyer - John Trim - Clyde Walcott - Everton Weekes |

## Tests

### Erster Test in Delhi
| 10. – 14. November Scorecard | Delhi | West Indies 631 (183.4) | – | Indien 454 (158.4) & 220-6 (102) (f/o) |
|                              |       | Remis                   |   |                                        |

### Zweiter Test in Mumbai
| 9. – 13. Dezember Scorecard | Bombay (BS) | West Indies 629-6d (206) | – | Indien 273 (142.2) & 333-3 (132) |
|                             |             | Remis                    |   |                                  |

### Dritter Test in Kalkutta
| 31. Dezember – 4. Januar Scorecard | Kalkutta | West Indies 366 (115.2) & 336-9d (105.3) | – | Indien 272 (109) & 325-3 (136) |
|                                    |          | Remis                                    |   |                                |

### Vierter Test in Madras
| 27. – 31. Januar Scorecard | Madras | West Indies 582 (176.3)                            | – | Indien 245 (99) & 144 (63.3) (f/o) |
|                            |        | West Indies gewinnt mit einem Innings und 193 Runs |   |                                    |

### Fünfter Test in Mumbai
| 4. – 8. Februar Scorecard | Bombay (BS) | West Indies 286 (104.2) & 267 (107.3) | – | Indien 193 (88.4) & 355-8 (107) |
|                           |             | Remis                                 |   |                                 |